# Aymaria conica
Aymaria conica là một loài nhện trong họ Pholcidae. Loài này có ở quần đảo Galápagos và là loài điển hình của chi Aymaria.